# 프리메이커
프리메이커(FreeMarker)는 모델-뷰-컨트롤러(MVC), 소프트웨어 구조가 있는 동적 웹 페이지 생성에 초점을 둔 자바 기반 자유 템플릿 엔진이다. 그러나 자바 서블릿이나 HTTP, HTML 의존성이 없는 범용 목적의 템플릿 엔진이기 때문에 소스 코드, 구성 파일, 이메일 생성에 사용된다.

## 예시
다음의 템플릿은
```
<
html
>

<
body
>

<
p
>
Hello ${name}! You have the following messages:

<
#list messages as m>
  
<
p
><
b
>
${m.from}:
</
b
>
 ${m.body}
</
p
>

<
/#list>

</
p
>

</
body
>

</
html
>

```

프리메이커에 의해 다음과 같이 처리, 생성된다:
```
<
html
>

<
body
>

<
p
>
Hello Joe! You have the following messages:
  
<
p
><
b
>
Tim:
</
b
>
 Please don't forget to bring the conference papers!
</
p
>

  
<
p
><
b
>
Cindy:
</
b
>
 Can you give me a visit this afternoon?
</
p
>

  
<
p
><
b
>
Richard:
</
b
>
 Don't forget the papers this time!
</
p
>

</
p
>

</
body
>

</
html
>

```

## 같이 보기
- 자바서버 페이지